# Vlake
Vlake is een buurtschap in de gemeente Reimerswaal in de Nederlandse provincie Zeeland. Vlake is gelegen aan het Kanaal door Zuid-Beveland. Vroeger was Vlake een dorp met een eigen kerk gewijd aan de Heilige Macharius. Vanaf de 16e eeuw ontvolkte het dorp. In 1804 werd de kerk afgebroken. Bij de aanleg van het kanaal werd een groot deel van het dorp afgebroken. De Vlaketunnel is naar deze buurtschap vernoemd. Tot 1933 had Vlake een station aan de Staatslijn F. Tussen het spoorstation Vlake en de haven van Hansweert liep een trambaan. Het eindpunt in Hansweert lag bij de afvaartplaats van het veer naar Walsoorden.